# Bianca Maria Meda
Bianca Maria Meda, née vers 1661 et morte vers 1732-1733 ,, est une compositrice et une religieuse italienne de la fin du XVIIe siècle et du début du XVIIIe siècle. Très peu d'éléments biographiques sont parvenus à son sujet. 

## Biographie
Sans doute issue d'une famille noble, Bianca Maria Meda vit à Milan durant la première partie de sa vie. Le registre de 1675 des chœurs du monastère Sainte-Radegonde de Milan (it) l'indique comme faisant partie des basses, c'est-à-dire qu'elle chante dans le pupitre le plus grave du chœur féminin (la voix de contralto) . 

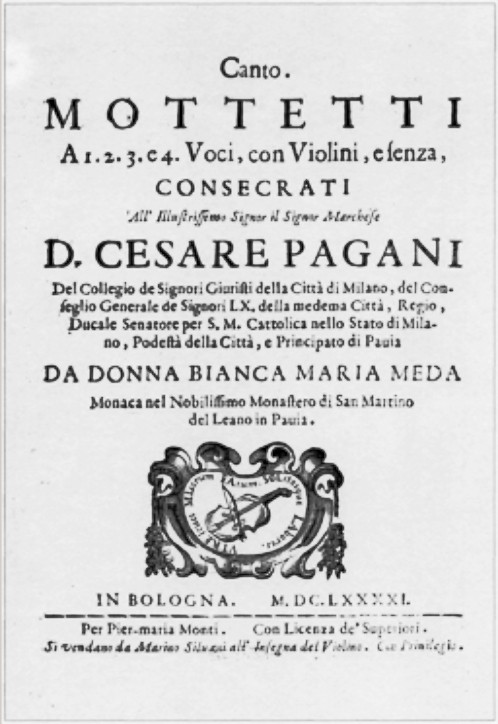
Couverture de l'édition des Mottets à une, deux, trois ou quatre voix, avec ou sans violon de Bianca Maria Meda, publiés en 1691.

Elle est ensuite moniale bénédictine au monastère San Martino del Leano de Pavie, et fait sa profession de foi vers 1677-1678. (Son nom apparaît donc en 1677, dans les documents de San Martino del Leano). Bianca Maria Meda devait avoir 16 ans, âge auquel, selon la coutume, les filles entraient au couvent. Elle n'était pas la seule membre de sa famille à prononcer ses vœux dans le même monastère : María Isabel Meda entre deux ans avant Bianca María et on pense qu'elle était la sœur de Bianca,. Elles furent suivies par quatre autres membres de leur famille.
Il y eut quarante religieuses au monastère del Leano durant le temps qu'y passa Bianca Maria Meda (en 1668, elles étaient 48).
À trente ans environ, elle compose un recueil de motets, les Motetti a una, due, tre e quattro voci, con violini e senza (motets à une, deux, trois et quatre voix, avec ou sans accompagnement de violon), publié à Bologne par Pier Maria Monti en 1691 ,,. L'ouvrage est dédié au marquis Cesare Pagani (qui finance le recueil) et Bianca Maria Meda le signe comme Humilissima serva c'est-à-dire « Très humble servante ». Avec ce recueil de motets, elle est l'une des dernières religieuses compositrices en Italie à voir son œuvre imprimée au XVIIe siècle.
L'Église catholique, en cette fin du XVIIe siècle — où l'on compte à Milan quarante et un couvents intra-muros —, permet en effet l'épanouissement des talents de ces compositrices : Bianca Maria Meda est une des représentantes de la musique baroque religieuse qui émerge avec l'œuvre de Claudio Monteverdi, marquée par la Renaissance. 
Dans une lettre du 3 août 1732, Donna Maria Teresa, mère-abesse, écrit : « … un homme vient pour chanter, ce qui est malheureusement trop nécessaire ». Curieusement, cette plainte concernant la présence d'un professeur de chant de l'extérieur surgit précisément au moment où le nom de Bianca Maria Meda disparaît des registres du monastère. Ce fait rapporté montre que Donna Bianca Maria Meda avait probablement quitté ce monde, ou bien était souffrante,,.
Chiara Margarita Cozzolani, Rosa Giancita Badalla au monastère Sainte-Radegonde de Milan, Caterina Assandra au monastère Sant'Agata de Lomelline, Maria Xaveria Perucona (en) Claudia Sessa, Lucrezia Orsina Vizzana au couvent camaldule Sainte-Christine de Bologne (en) ainsi qu' Isabella Leonarda, religieuse ursuline de Novare (qui fut la plus prolifique) et Alba Tressina du monastère Sainte-Marie en Araceli (it) à Vicence, composèrent et jouèrent autant d'œuvres. Ces femmes et Bianca Maria Meda ont marqué le siècle de leur empreinte baroque, et leur souvenir demeure,,.

## Œuvre
Les chants sont écrits dans un latin tardif, proche de l'italien.
Le « mottetto » italien, forme vocale polyphonique, vient du « motet » (ou « petit mot ») français. Il trouve une première origine à l'Ars antiqua du xiiie siècle en France (dans les manuscrits de Montpellier et de Bamberg), évolue au xive siècle à l'Ars nova, en particulier avec les motets isorythmiques, puis connaît un renouveau à l'époque baroque, mais sous une forme différente (Lully, Charpentier). Créés pour être chantés dans les églises, ses thèmes sont généralement bibliques. Ils sont composés pour une ou plusieurs voix, généralement en latin et a cappella (sans instrument accompagnateur), ou avec un petit orchestre d'accompagnement, continuo et une ou deux voix de dessus, généralement des violons. Le motet évolue avec l'arrivée de la musique baroque en Italie, où il est favorisé par une nouvelle acceptation de la musique au couvent. Le cardinal Franco Borromeo, archevêque de Milan depuis 1595, y est favorable.
Les motets de Bianca María Meda sont sacrés mais non liturgiques, ne faisant pas partie des rituels officiels. Les textes expriment une communication entre l'oratrice et le Christ. C'est un exemple d'Imitatio Christi, le désir de souffrir comme manière de démontrer sa passion et sa dévotion pour le Christ. C'est une tendance courante dans les œuvres des religieuses de l'époque.
Deux de ces compositions sont pour voix seule accompagnée de deux violons. Parmi les autres, deux sont composées pour deux voix, quatre pour trois voix et quatre pour quatre voix.

### Discographie
- Donne Barocche, Naïve classic OP 30500, 2010, qui comprend le titre Cari Musici « Chers musiciens », avec des notes additionnelles de Robert L. Kendrick, ensemble Bizzarrie Armoniche.
- Note femminili. Compositrici lombarde dal XVII al XIX secolo Una storia della musica al femminile, édité par la province de Milan, 2000, direction artistique Massimo Gentili-Tedeschi.
- Lacrima Amare, par Capella Artemisia, sous la direction de Candace Smith  (EAN 5028421957364), Brilliant Classics, octobre 2018[7].

### Publications
- Motetti a una, due, tre e quattro voci, con violini e senza, publié à Bologne par Pier Maria Monti en 1691.
- Bianca Maria Meda, Two motets for four voices, éditeurs Emily Wilbourne, Candace Smith et Bruce Dickey.
- Sandra D'Alessandro: « Bianca Maria Meda 1665 - 1700 » sur enciclopediadelledonne.it

### Dictionnaire et catalogue
- « Meda (Bianca) » dans François-Joseph Fétis, Biographie universelle des musiciens et bibliographie générale de la musique, 2e éd., Paris, Firmin-Didot, 1867, t. 6, p. 246 in quarto
- « Meda suor Bianca Maria » dans   Catalogo della Biblioteca del Liceo musicale de Bologna 'Conservatorio di musica "G.B. Martini"., Gaetano Gaspari, Federico Parisini, Luigi Torchi) éditeur Libreria Romagnoli dall' Acqua 1890 // page 438

### Ouvrages d'ordre général
- Guillaume Kosnicki Compositrices: L'histoire oubliée de la musique éditeur Le Mot et le reste 448 pages (sans pagination)

### Thèse
- Reina Moko Dikey: Bianca Meda c. 1661 - c-. 1732 and "in foco ardentissimo" thèse soutenue le 7 janvier 2023 à l'université de Cincinnati